# Przekładnik
Przekładnik – transformator przeznaczony do wytwarzania sygnału informacyjnego i przesyłania go do obwodu zewnętrznego, zawierającego urządzenia pomiarowe, zabezpieczeniowe lub sygnalizacyjne.
Termin przekładnik obejmuje także urządzenia działające na innej zasadzie, niż transformator, lecz mające to samo zastosowanie.